# Плантагенети
Плантагене́ти (англ. Plantagenets [plænˈtædʒənɪt]) — одна з гілок Анжуйської династії, основні володіння якої (Анжуйське графство) знаходилися у Франції, але згодом значно розширилися. З часом Плантагенети стали правителями Англійського королівства (1154—1485 роки), Нормандії (1144—1204, 1346—1360 і 1415—1450), а також Гасконі й Гієні (1153—1453). Щоправда, під час конфліктів з французькими королями 1206 року Плантагенети були змушені поступитися самим Анжуйським графством Франції.
Ім'я «Плантагенет» походить від рокитника (лат. Planta genista) — квітки, яка була емблемою Генріха II, першого англійського короля з цієї династії.
Останнім королем династії був Річард II. Ланкастери і Йорки, які правили опісля, були представниками бічних гілок дому Плантагенетів.

## Термінологія

### Плантагенет
Річард, 3-й герцог Йоркський почав використовувати «Плантагенет» як прізвище в XV столітті. У XII столітті ім'я «Plantegenest» (або «Plante Genest») використовувалося як прізвисько його предка, Жоффруа. Причини вибору цього імені невідомі, хоча під час Війни Червоної та Білої троянд воно підкреслювало статус Річарда як прямого нащадка Жоффруа по чоловічій лінії. Використання прізвища для всіх нащадків Жоффруа стало нормою під час правління наступної королівської династії — Тюдорів, можливо, для більшої легітимації правнука Річарда Генріха VIII. В історичній науці це ім'я набуло загального вжитку наприкінці XVII сторіччя.

### Анжуйська династія
Детальніші відомості з цієї теми ви можете знайти в статті Анжуйська династія.
Анжуйська династія, що отримала свою назву від французького Анжуйського графства, складалася з трьох королів: Генріха II, Річарда Левове Серце та Іоанна Безземельного. Багато істориків вважають Анжуйську династію окремим англійським королівським домом. Термін «Анжуйський» може застосовуватися до будь-якого правителя або уряду, що походить з Анжу, зокрема, до анжуйських графів і князів, включаючи нащадків трьох королів, їхніх кузенів — королів Єрусалиму, а також до членів французької королівської родини, які отримали титули пізніше і сформували різні династії, як то Анжуйська династія Капетингів або Анжуйська династія Валуа. Таким чином, існують різні точки зору, одна з яких вважає першим королем з династії Плантагенетів Генріха III, інша, яка не визнає різниці між Анжуйською династією та Плантагенетами, вважає першим королем Генріха II.

## Походження
Пізні представники анжуйських графів та князів, включаючи Плантагенетів, були нащадками Жоффруа II, графа Гатіне, та його дружини Ерменгарди Анжуйської. У 1060 році подружжя успадкувало титул від анжуйської родини, предком якої був франкський вельможа Інгельгер, дані про якого датуються 870 роком.
На початку XII століття Жоффруа Анжуйський, правнук Жоффруа II, одружився з дочкою англійського короля Генріха I Матильдою, яка на той час залишилася єдиною легітимною спадкоємницею англійського трону. Унаслідок цього шлюбу син Жоффруа Генріх II успадкував англійський трон, а також анжуйський та норманський титули, таким чином започаткувавши Анжуйську династію та династію Плантагенетів.

## Представники
- Генрі Гросмонтський (1310—1361), герцог Ланкастерський (1351—1361)